# Francesca Cuzzoni
Francesca Cuzzoni, anche nota con il doppio cognome Cuzzoni Sandoni, e soprannominata, da giovane, La Parmigiana (Parma, 1691 – Bologna, 1772), è stata un soprano italiano, una delle più grandi cantanti e interpreti del belcanto del XVIII secolo.
La sua fu definita voce d'angelo per la risonanza, l'omogeneità, il vibrato dolce e penetrante e la capacità di modulare e diminuire le note con effetto prodigioso. Il suo fraseggio era estremamente soave nelle parti languide, elegiache e patetiche. Sebbene non perfetta nei passaggi di coloratura, la sua voce possedeva nitidezza e flessibilità.
La sua voce aveva un'estensione di due ottave, tra il Do3 e il Do5. Dotata di una intonazione perfetta e una sorprendente uniformità di registro, la Cuzzoni era inoltre grandemente ammirata per il gusto e la delicatezza con cui sapeva adornare le melodie, mediante ad esempio la tecnica del trillo, per la quale era paragonata a un usignolo.
La carriera della Cuzzoni si svolse quando nel mondo dell'opera dominavano i castrati: ella fu quindi una delle prime cantanti donne a raggiungere la fama. La curiosità del pubblico di vedere una vera donna interpretare personaggi femminili fu anche uno dei motivi del suo successo.

## Biografia

### Gli esordi
Francesca Cuzzoni nacque a Parma nel 1696. Studiò con Petronio Lanzi, che la fece esordire a 16 anni nella pastorale Dafni, a Parma, a fianco di un'altra grande cantante del Settecento, Vittoria Tesi. Nel 1714 debuttò nel Teatrino di Corte della sua città natale ne La virtù coronata ossia Fernando (musica forse composta da Antonio Lotti). Nel 1716 apparve a Bologna in Alarico, re dei Goti di Giovanni Battista Bassani e in Armida abbandonata di Giuseppe Maria Buini. Nella primavera del 1717 cantò al Teatro Sant'Agostino di Genova in Engleberta e a ottobre tornò a Bologna con Merope di Francesco Gasparini e Giuseppe Maria Orlandini, nuovamente accanto alla Tesi.
Nel 1718 canta nella prima assoluta di Scanderbeg di Vivaldi al Teatro della Pergola di Firenze.
Si esibì per la prima volta a Venezia nel 1718 nel ruolo di Dalinda nell'Ariodante di Antonio Pollarolo con la Tesi e il castrato Antonio Bernacchi, guadagnandosi il titolo di virtuosa da camera della Serenissima Gran Principessa Violante di Toscana. Sempre a Venezia interpretò l'anno seguente Lamano di Gasparini e Ifigenia in Tauride di Orlandini. Nella stagione 1721-1722 si esibì in Plautilla di Pollarolo, di nuovo con Bernacchi e la Tesi, e in Lucio Pappiro dittatore, sempre di Pollarolo, questa volta a fianco di Faustina Bordoni, sua futura grande rivale negli anni londinesi.
Accanto alla sua intensa attività a Venezia, Francesca Cuzzoni cantò anche a Firenze in Tacere et amare nel 1717 e nel Teatro Pubblico di Reggio in Le Amazzoni vinte da Ercole di Orlandini nel 1718.

### Cuzzoni e Händel

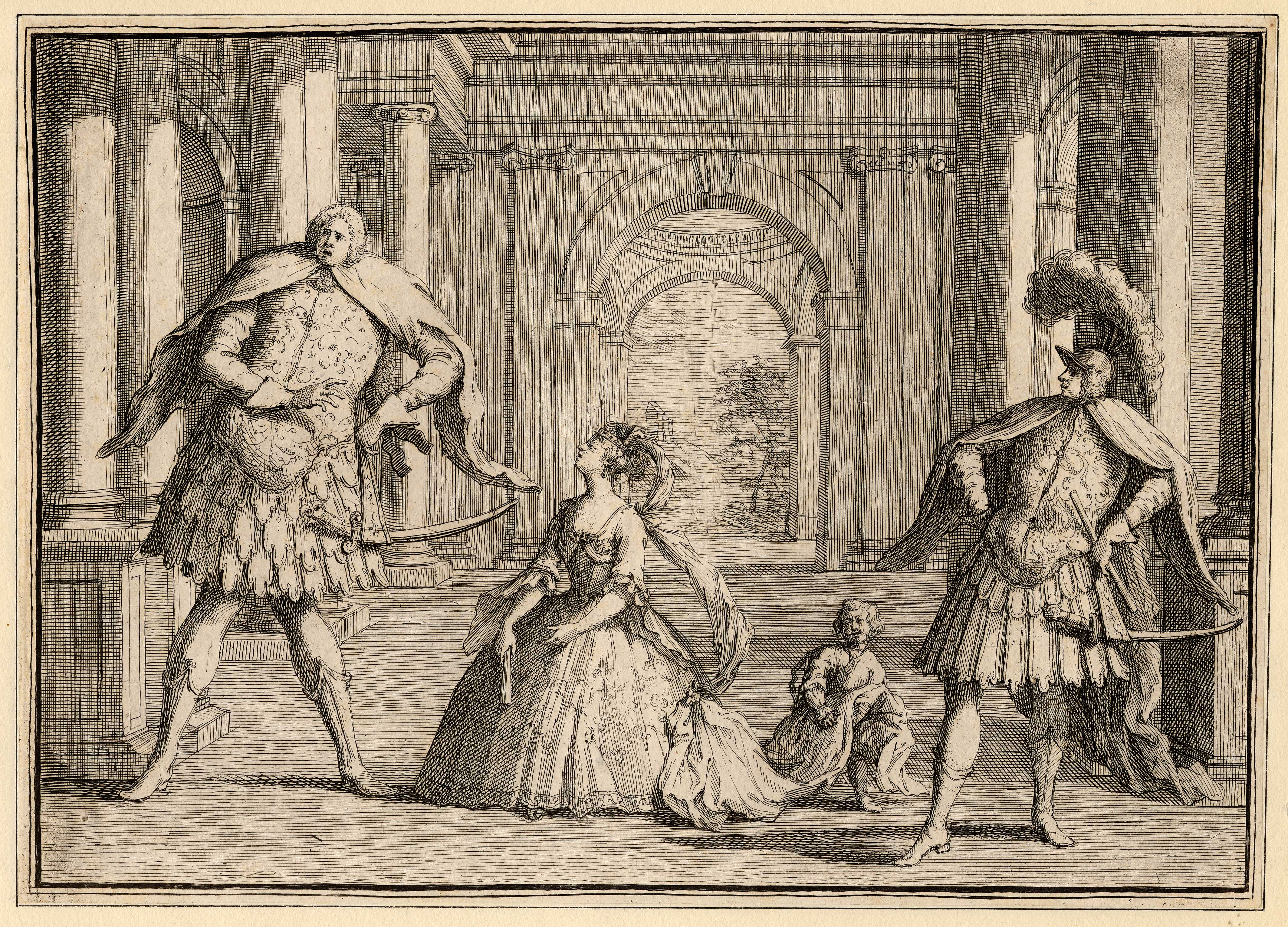
Caricatura di Senesino, Francesca Cuzzoni e Gaetano Berenstadt nel Flavio di Händel

Nel 1722 la Cuzzoni aveva già raggiunto la fama in tutta Italia. Alla fine di quell'anno venne invitata dal compositore Georg Friedrich Händel ad entrare a far parte della Royal Academy of Music di Londra. La Cuzzoni accettò, non senza prima assicurarsi un ricco contratto di 2.000 sterline. Il 12 gennaio 1725 si sposò a Londra con il clavecembalista e compositore Pier Giuseppe Sandoni dal quale ebbe un figlio nel 1728.
Francesca fu accolta a Londra con gli onori propri di una regina e nel pubblico si creò una aspettativa enorme a causa della fama che l'aveva preceduta. Per il suo debutto londinese, Händel scrisse per lei l'aria Falsa immagine, che però la Cuzzoni rifiutò di cantare per via dei troppi passaggi di agilità. Un aneddoto riferito da Mainwaring, il primo biografo di Händel, narra che questi, stufo dei capricci del soprano, montò in collera ed esclamò: "Madame, so che siete proprio il diavolo, ma vi farò vedere che io sono Belzebù, il capo dei diavoli!", e le ordinò di cantare o lasciare il teatro, indicando però non la porta, ma la finestra.
Il 12 gennaio 1723 Francesca Cuzzoni debuttò sulla scena londinese nel ruolo di Teofane nella prima assoluta di Ottone di Georg Friedrich Händel con Francesco Bernardi, Giuseppe Maria Boschi, Margherita Durastanti e Gaetano Berenstadt al His Majesty's Theatre. 
Il successo fu subito grande ed alla Cuzzoni venne subito dedicato un madrigale in cui era definita superiore a Orfeo.
Il 18 gennaio tiene un recital al Burlington House ed in marzo al King's Theatre in the Haymarket.
Il soprano italiano rimase con la Royal Academy of Music per cinque stagioni teatrali, durante le quali interpretò il ruolo femminile principale nelle seguenti opere di Händel:
- Teofane nella prima di Ottone, 12 gennaio 1723
- Emilia nella prima di Flavio (opera), 14 maggio 1723
- Cleopatra nella prima di Giulio Cesare in Egitto, 20 febbraio 1724
- Asteria nella prima di Tamerlano, 31 ottobre 1724
- Rodelinda nella prima di Rodelinda, regina de' Langobardi, 13 febbraio 1725
- Berenice nella prima di Scipione, 12 marzo 1726 con Luigi Antinori
- Lisaura nella prima di Alessandro (opera), 5 maggio 1726
- Antigona nella prima di Admeto, re di Tessaglia, 31 gennaio 1727
- Costanza nella prima di Riccardo Primo, re d'Inghilterra, 11 novembre 1727 con la Bordoni
- Laodice nella prima di Siroe, re di Persia, 17 gennaio 1728
- Seleuce nella prima di Tolomeo, re d'Egitto, 30 aprile 1728

Nella Rodelinda la Cuzzoni poté brillare nelle arie di carattere drammatico e patetico, ma si fece notare anche per un costume molto "spinto" che scandalizzò e fece infuriare le vecchie dame londinesi, ma per contro piacque alle giovani, che l'adottarono come moda, "così universalmente — scrisse Charles Burney — che sembrò l'uniforme nazionale per la giovinezza e la bellezza".
A parte Händel, la Cuzzoni interpretò inoltre opere di Giovanni Bononcini nella prima assoluta di Astanatte con la Bordoni nel 1727 a Londra, Attilio Ariosti nella prima assoluta di Vespasiano nel 1724 a Londra e Leonardo Vinci.

### La rivalità con la Bordoni
Francesca Cuzzoni era quindi la prima donna indiscussa di Londra fino all'arrivo di Faustina Bordoni. Costei era una vera acrobata della voce, ma la Cuzzoni era più espressiva e patetica. In suo favore la Bordoni aveva un viso e una figura molto belli e aggraziati ed era sicuramente più avvantaggiata della Cuzzoni, bassa e tozza. Inmediatamente il pubblico e la critica si divisero in due fazioni, molto agguerrite.
Il 5 maggio 1726 entrambe le cantanti erano in scena nell'Alessandro di Händel; il compositore dovette badare a ripartire le parti fra le due in misura assolutamente uguale per non favorire nessuna delle due dive: così, entrambe avevano lo stesso numero di arie e recitativi, della stessa difficoltà, e entrambe avevano un duetto con il protagonista, interpretato dal celebre castrato Senesino. La rivalità aumentò sempre di più, e le due comparirono insieme anche nel Lucio Vero di Ariosti, nell'Admeto di Händel e nell'Astianatte di Bononcini.
L'incidente più famoso avvenne il 6 giugno 1727, durante una replica di Astianatte di Bononcini alla presenza della Principessa di Galles, Carolina di Ansbach. Quando la Bordoni iniziò a cantare, gli ammiratori della Cuzzoni si scatenarono con fischi e canzonature: scoppiò una rissa generale e le stesse due cantanti, sul palco, arrivarono a scagliarsi l'una contro l'altra, prendendosi a schiaffi, tirandosi i capelli e insultandosi al grido di "troia" e "puttana", per il delirio del pubblico. L'episodio divenne subito celeberrimo e venne parodiato da John Gay nella sua The Beggar's Opera.
Dopo questo scandalo a entrambe le cantanti venne cancellato il rinnovo del contratto: cantarono ancora insieme in Teuzzone di Ariosti, Riccardo Primo, Siroe, re di Persia e Tolomeo, re d'Egitto di Händel. La loro ultima apparizione è datata 1º giugno 1728, in una replica di Admeto.
Quindi, le strade delle due dive si separarono: la Bordoni partì per Parigi assieme a Senesino, la Cuzzoni e suo marito raggiunsero Vienna, dietro invito dell'ambasciatore, il conte Kinsky. Francesca Cuzzoni venne molto apprezzata dall'imperatore, ma il progetto di scritturarla per la stagione teatrale fallì a causa delle eccessive richieste economiche del soprano (la Cuzzoni esigeva ben 24.000 fiorini all'anno).
Fece quindi ritorno in Italia, e tra il 1729 e il 1732 si stabilì a Venezia, dove cantò nel Teatro San Giovanni Grisostomo assieme a Farinelli nell'Idaspe di Riccardo Broschi e nella prima assoluta di Artaserse di Johann Adolf Hasse con Nicolò Grimaldi nel febbraio 1730. 
Nel maggio 1730 cantò a Piacenza nel ruolo di Arsace nell'Ifigenia in Aulide di Orlandini e nel 1732 di nuovo a Venezia nel Teatro San Samuele nell'Euristeo di Hasse, assieme a Gregorio Babbi e Caffarelli.

### Cuzzoni e Farinelli
Nel 1733 Francesca Cuzzoni ritornò trionfalmente a Londra con l'inaugurazione dell'Opera della Nobiltà, diretta da Nicola Porpora, della quale facevano parte Senesino e Farinelli, i due celebri castrati.
Dal 1733 al 1736 interpretò opere di Porpora (la protagonista della première di Arianna in Nasso nel Lincoln's Inn Fields nel dicembre 1733, Enea nel Lazio, Polifemo, Mitridate), nonché Artaserse di Hasse, Issippile del marito Sandoni e Adriano in Siria di Francesco Maria Veracini nel novembre 1735.  Tutte le rappresentazioni, dirette da Porpora, ebbero luogo al teatro di Lincoln's Inn Fields, in aperta concorrenza con gli spettacoli di Händel.
Nell'aprile 1736 canta nella prima assoluta dell'antifona Sing unto God, ye kingdoms of the earth di Handel per le nozze di Federico, principe del Galles con Augusta di Sassonia-Gotha-Altenburg nella Cappella Reale in St. James's Palace.
Di nuovo in Italia, la Cuzzoni cantò a Firenze, sempre diretta da Porpora, ne L'Olimpiade e Ormisda, di autori sconosciuti. 
Nel 1738 era a Torino, nel teatro di Corte (il primo Teatro Regio di Torino), in sostituzione di Santa Santini, malata, nel Ciro riconosciuto di Leonardo Leo ed in dicembre nella prima assoluta di La clemenza di Tito di Giuseppe Arena, con un onorario di 8.000 lire.
Nel 1741 un giornale londinese  pubblicò la notizia, falsa, che la cantante fosse stata condannata a morte per avere avvelenato e ucciso il marito, facendola incappare nuovamente in uno scandalo. In realtà lei e il marito Pier Giuseppe Sandoni si erano separati e vissero da quel momento vite lontane.

### Gli ultimi anni
Dal 1740 al 1742 viaggiò attraverso la Germania al seguito di diverse compagnie o come solista in vari concerti, e si dedicò a mettere ordine nelle sue finanze: aveva speso gran parte della sua enorme fortuna e si ritrovava pertanto piena di debiti. Nel 1742 fu incarcerata nei Paesi Bassi per debiti, ottenendo la libertà solo dopo averli saldati col ricavato di alcune rappresentazioni.
Nel 1745-1749 fu ingaggiata dalla corte del Württemberg Carlo II Eugenio di Wurttemberg, dove dovette accontentarsi di una paga di molto inferiore alle grandi somme cui era abituata a causa delle sue precarie condizioni economiche. Nel 1749 (prima della scadenza del contratto) ripartì per Bologna, mentre nel 1750 era a Parigi, dove si esibì di fronte alla regina Maria Leszczyńska; tornò poi per la terza volta a Londra per un concerto di beneficenza nel mese di maggio con Felice Giardini.

In questa occasione il critico musicale Charles Burney scrisse: "Ero presente e trovai la sua voce ridotta ad un filo: in effetti la gola le si era quasi ossificata dall'età (avrebbe avuto 50 anni nel 1750) e tutte le qualità di dolcezza e soavità che l'avevano già resa tanto incantevole erano ormai quasi scomparse nella sua esecuzione in pubblico, quantunque sia stato assicurato da un eccellente giudice che l'accompagnò in privato, che in un salotto manteneva molto dell'antica grazia e dolcezza nel cantare".
Il 2 agosto 1750 fu nuovamente arrestata per debiti e liberata grazie all'intervento del Principe di Galles. Nel 1751 si esibì in altri concerti a Londra: il 16 aprile al teatro Haymarket e il 22 aprile nella sala di Mr. Hickford, dove cantò arie dalle opere Ottone e Giulio Cesare e dall'oratorio Sansone, che in passato le avevano assicurato fama e denaro.
L'ultimo concerto tenuto dalla Cuzzoni fu preceduto da una lettera da lei scritta e pubblicata sul General Advertiser dove la cantante pregava il pubblico di intervenire per permetterle di onorare i suoi debiti.
Si ritirò infine in un ospizio per i poveri a Bologna, dove trascorse gli ultimi 21 anni della sua vita, mantenendosi fabbricando bottoni. 
Morì in miseria a Bologna nel 1778.